# 墙角枪
墙角枪（CornerShot）又稱拐彎槍是一种应用于巷战的特种武器，由以色列牆角射擊公司（Corner Shot Holdings, LLC）設計。

## 歷史
其實早於一戰、二戰時期已經有墙角枪的意念。一戰時的澳洲軍、二戰時納粹德國有製作了類似的組件，當中納粹德國製作的組件為StG44突擊步槍專用。

## 設計
墙角枪可以在墙角能够在不暴露自己身体的任何部分的情况下攻击另一边，但嚴格來說，墙角枪只是一個槍支的支架。
墙角枪分前后两部分，中间用活页相连，前面的部分包括手枪和安装在原刺刀位置的彩色摄像头，可以左右转向63度，后部主要是枪托、扳机、2.5英寸液晶屏监视器、戰術導軌和电池（可以提供枪支150分钟的工作时间）；前部的手枪可以旋转63度攻击墙角另一边的敌人，前部的摄像头将信号传递到后半部的液晶屏幕，枪手可以进行观察和瞄准，另外摄像头下亦有電筒以應付黑暗環境。
墙角枪的标准型配置的是一般而不同口徑的半自动手枪（如貝瑞塔系列、格洛克系列或92式、CZ系列、Five-seveN系列、SIG Sauer系列等），也可以裝配轉輪手枪（目前只限中國的216兵工廠型號）。改装型可以用来发射40毫米榴弹發射器及短突击步枪或卡賓槍（如AK系列、M16系列等），甚至Panzerfaust火箭筒。
墙角枪手枪型的有效射程有100米，若使用5.7×28毫米口徑手槍的話則可以達到200米。

## 型號
- 手枪型（CSM）—半自动手枪
- 步槍型（APR）－短突击步枪或卡賓槍
- 榴弹發射器型－所有40毫米榴弹發射器
- 反坦克火箭型（CSP）

## 類似的武器
目前中華人民共和國、巴基斯坦、伊朗、印度及南韓等國家有製造類似墙角枪的武器，牆角射擊公司也有和法國的Omega公司合作研發OMEGA-Cornershot，中華人民共和國的216兵工廠更製造了裝配轉輪手枪的墙角枪。
- 中華人民共和國：HD-66、CF-06、CS/LW9型拐弯枪
- 法國： OMEGA-Cornershot
- 巴基斯坦：POF Eye（英语：POF Eye）

## 採購
原廠製造的墙角枪由於因為過高的價格，目前僅有少部分國家使用，主要用於反恐及營救人质；而大多數的國家所採用的墙角枪，皆為類似但自主研發的拐角射擊裝置。

## 使用國

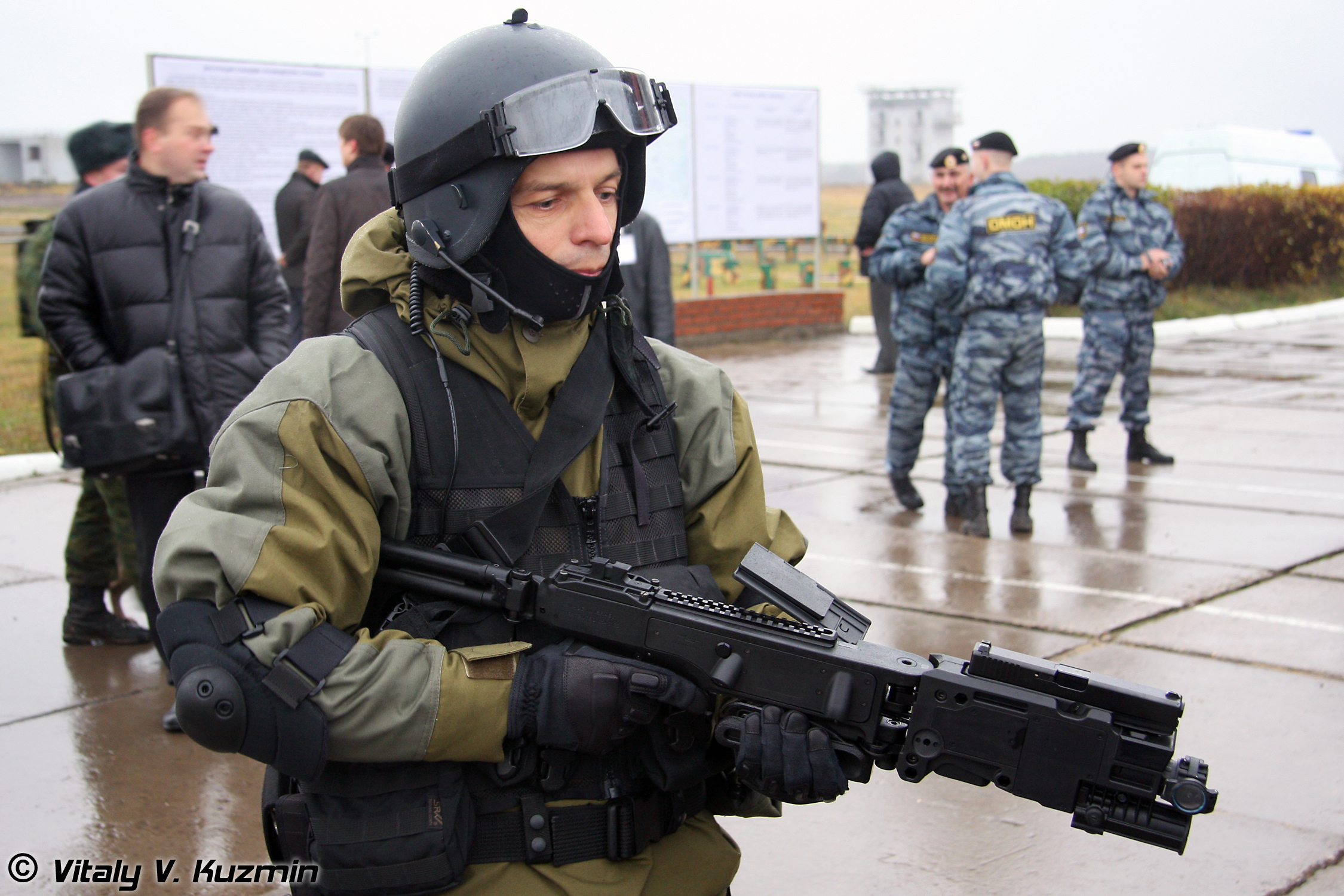
裝備牆角槍的俄羅斯特種部隊幹員

- - 特種部隊單位[1]
- 中华人民共和国
  - 中國人民武裝警察部隊雪豹突擊隊
  - 中國人民武裝警察部隊特種警察學院
    - 北京市公安特警[2]（採用本土仿製品）
    - 東莞市公安特警（採用本土仿製品）
    - 成都市公安特警（採用本土仿製品）
    - 鹽城市公安特警（採用本土仿製品）
- 印度
  - 印度陸軍
  - 印度海軍海軍陸戰隊
  - 國家安全衛隊（英语：National Security Guard）
  - 德里特種警察
  - 中央武裝警察
  - 某些警察單位（採用本土仿製品）
- 印度尼西亞
  - 特種部隊單位
- 伊朗：採用本土仿製品
- 以色列
  - 以色列國境警察特勤隊
- 義大利
  - 卡賓槍騎兵特別干預組
- - 特種警察單位[3]
- 巴基斯坦
  - 巴基斯坦陸軍特勤組（採用POF Eye（英语：POF Eye））
- 墨西哥
  - 特種部隊單位
- 塞族共和國
  - 特別反恐單位
- 俄羅斯
  - 俄羅斯聯邦國家近衛軍
  - 聯邦安全局特種部隊單位
- - 大韓民國第707特殊任務營
  - 警察特攻隊
- 美国
  - 部份地方警察局的特種武器和戰術部隊
- 越南
  - 越南人民公安局（英语：Vietnam People's Public Security）

## 登場作品

### 電影
- 2008年－：由女主角火狐（安潔莉娜·裘莉飾演）用在超市與克洛斯交火，裝上的槍械為自己的愛槍Safari Arms Matchmaster。
- 2014年—：由「火星」（維克多·歐提茲（英语：Victor Ortiz）飾演）所使用，裝上的槍械為M4A1。
- 2016年—《湄公河行動》：為中華人民共和國生產的版本，由雲南緝毒總隊成員郭冰（馮文娟飾演）所使用，裝上的槍械為白朗寧大威力半自動手槍。